# بوليميراز الرنا المعتمدة على الرنا
بوليميراز الرنا المعتمدة على الرنا أو بوليميراز الحمض النووي الريبوزي المعتمد على الحمض النووي الريبوزي أو آر إن إيه ربلكاز (بالإنجليزية: RNA-dependent RNA polymerase or RdRP or RDR or RNA replicase)‏ هو الإنزيم (EC 2.7.7.48) الذي يحفز تنسخ الحمض النووي الريبوزي من قالب الحمض النووي الريبوزي، هذا على النقيض من الحمض النووي الريبوزي منقوص الأكسجين المعتمد على بوليميراز الحمض النووي الريبوزي النموذجي الذي يحفز تكرار الحمض النووي الريبوزي من قالب الحمض النووي الريبوزي منقوص الأكسجين.